# セブリング駅
セブリング駅（英語：Sebring Station）はフロリダ州セブリング イースト・センター・アヴェニュー601にある駅。昔のシーボード・エア・ライン鉄道の駅である。 アメリカ合衆国国家歴史登録財に指定。

## 概要

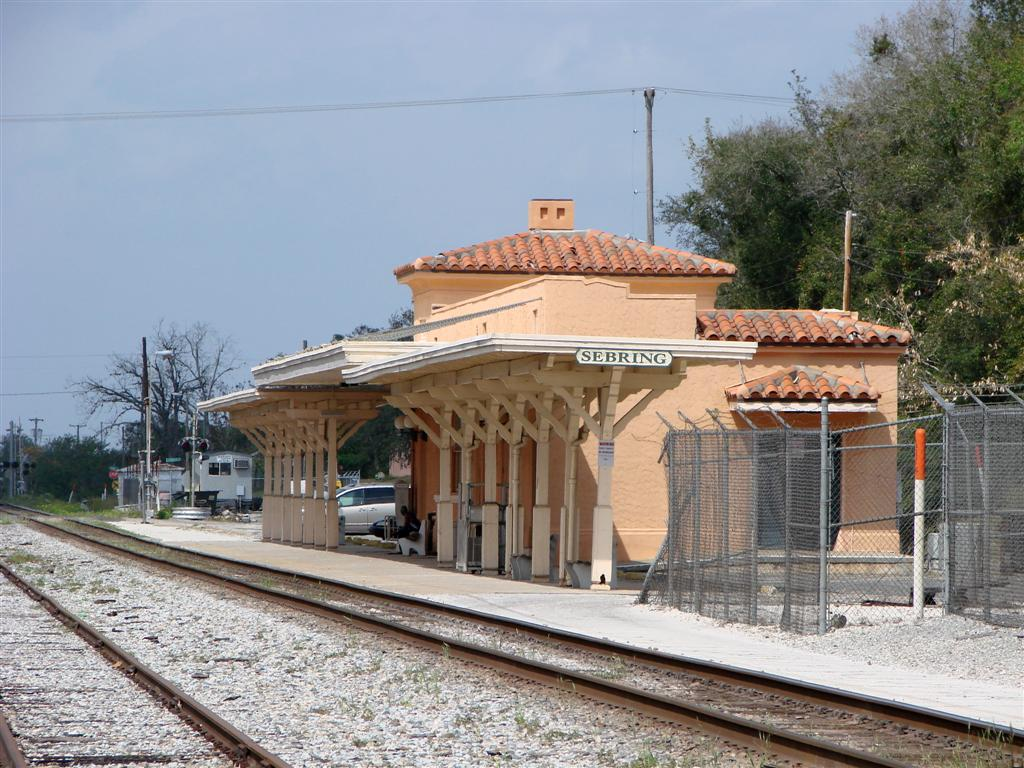
線路側から駅舎を望む

当駅は、かつてシーボード・エア・ライン鉄道（SAL）の駅であった。1990年3月16日に国家歴史登録財に登録された。フロリダ州の駅で最悪の状態から国家歴史登録財の登録を目指して修復工事の資金を得る努力を1980年代初頭から始めたものの、1994年まで資金の確保はならなかった。修復工事はフロリダ州運輸省を通した連邦政府陸上交通輸送効率化法の80万ドルの補助金を受け、1998年4月24日に完成し、リニューアルオープンした。

## 利用可能な鉄道路線／列車
アムトラックのセブリング駅に発着する列車は下記の通り。
ニューヨークとマイアミ間の夜行長距離列車シルバー・メティオ号…1日1往復停車
ニューヨークとマイアミ間の夜行長距離列車シルバー・スター号…1日1往復停車